# Titularbistum Tabbora
Tabbora ist ein Titularbistum der römisch-katholischen Kirche.
Es geht zurück auf ein früheres Bistum in der spätantiken römischen Provinz Zeugitana im heutigen nördlichen Tunesien. Das Bistum gehörte der Kirchenprovinz Karthago an.
| Titularbischöfe von Tabbora |                                           | |                   |                   |
| Nr.                         | Name                                      | Amt | von               | bis               |
| 1                           | Jacques-Eugene Manna (Ya’qob Avgin Manna) | Patriarchalvikar in Van/Basra (Osmanisches Reich/Türkei/Britisches Mandat Mesopotamien/Königreich Irak)                                  | 27. August 1902   | 15. Februar 1928  |
| 2                           | Lino Rodrigo Ruesca                       | Weihbischof in Granada (Spanien) | 1. Mai 1929       | 28. Januar 1935   |
| 3                           | Mario Civelli PIME                        | Apostolischer Vikar von Hanchung (Republik China)                                                                                        | 11. März 1935     | 11. April 1946    |
| 4                           | Władysław Suszyński                       | 19. Januar 1948 – 3. Juli 1968 Weihbischof in Vilnius, 3. Juli 1968 – 27. Oktober 1968 Apostolischer Administrator von Białystok (Polen) | 19. Januar 1948   | 27. Oktober 1968  |
| 5                           | József Udvardy                            | Apostolischer Administrator von Csanád (Ungarn)                                                                                          | 10. Januar 1969   | 7. Januar 1975    |
| 6                           | António dos Santos                        | Weihbischof in Aveiro (Portugal) | 6. Dezember 1975  | 17. November 1979 |
| 7                           | Getúlio Teixeira Guimarães SVD            | Weihbischof in Ponta Grossa (Brasilien)                                                                                                  | 20. Dezember 1980 | 26. März 1984     |
| 8                           | Fernando Sáenz Lacalle                    | Weihbischof in Santa Ana, 3. Juli 1993 – 19. Juni 1997 Apostolischer Administrator des Militärordinariates von El Salvador (El Salvador) | 22. Dezember 1984 | 22. April 1995    |
| 9                           | Eugène Lambert Adrian Rixen               | Weihbischof in Assis (Brasilien) | 30. November 1995 | 2. Dezember 1998  |
| 10                          | António Maria Bessa Taipa                 | Weihbischof in Porto (Portugal) | 22. Februar 1999  |                   |